# Neutraliserende antistof
Et neutraliserende antistof (NAb) er et antistof, der forsvarer en celle mod en patogen eller infektiøs partikel ved at neutralisere en biologisk virkning den måtte have, således at den ikke længere er infektiøs eller patogen.
Neutraliserende antistoffer er en del af det erhvervede eller adaptive immunsystems humorale respons mod virus, intracellulære bakterier og mikrobiel toksin.
Ved at binde specifikt til overfladestrukturer (antigener) på en infektiøs partikel forhindrer neutraliserende antistoffer partiklen i at interagere med de værtsceller den kunne inficere og ødelægge.
Immunitet baseret på neutraliserende antistoffer kaldes også steriliserende immunitet, da immunsystemet eliminerede den infektiøse partikel, før nogen infektion fandt sted.